# 田中裕太
田中 裕太（たなか ゆうた、1993年9月23日 - ）は、日本の男性プロレスラー。リングネームはU-T（ユー-ティー）。愛知県名古屋市出身。DRAGON GATE所属。血液型O型。

## 経歴
1993年9月23日、愛知県名古屋市に生まれる。両親が闘龍門、DRAGON GATEの大ファンだった事により、試合観戦していた小学生の頃からDRAGON GATEに入門する事を夢見ていた。至学館高校スポーツ科を卒業、生徒会会長も務めていた。
2013年3月31日、岐阜大会にて問題龍に挑発されリングに連れて来られデビュー戦が決定。
しかし、デビュー戦当日の4月14日に先に遠征していたT-HawkやEitaに勧誘される形でメキシコに渡り、問題龍とのデビュー戦をボイコットした。メキシコで行われたデビュー戦はvsジョンキーvsアルティクスでの3wayマッチ。当時のリングネームはYUTA。
その後、T-Hawkらと共にミレニアルズ結成に参画。リングネームをU-Tに変更する。
8月23日、後楽園大会に登場。逆上陸をアピールした。
日本デビュー戦は8月30日神戸大会の6人タッグマッチ。再試合で先輩の富永千浩から勝利をあげる。また、デビュー戦の相手になるはずだった問題龍とのシングルマッチを9月7日に行い快勝。
2014年3月16日、和歌山大会にて初タイトルとしてオープン・ザ・トライアングルゲート王座を獲得する。
6月14日、博多大会でトライアングルゲート王座陥落。
2015年8月6日、後楽園大会にてミレニアルズが解散となり無所属になる。
8月16日、大田区大会にて第1試合終了後Kotokaに赤髪を刈られる。特徴でもあったレッドモヒカンができなくなり、坊主になる。
2016年8月28日、名古屋大会で左腕を骨折し、長期欠場に入る。
2017年8月11日、同じく名古屋大会で約1年ぶりに復帰。この時、トレードマークの赤いモヒカンヘアも復活した。
10月29日、神戸サンボーホール大会でK-ness.に勝利。その試合後、自身を指名するユニットを募ると発表、その結果OVER GENERATIONとTRIBE VANGUARDが指名に動き、次回神戸大会で対決し勝利したユニットに加入する"U-TコントラU-T"マッチが行われることが決定。
11月28日、神戸サンボーホール大会で行われたコントラマッチに勝利したTRIBE VANGUARDに加入。
2021年1月17日、神戸サンボ―ホール大会で行われたNATURAL VIBES新メンバー公開オーディションに合格。
2022年3月4日、琉球ドラゴンプロレスリングの新宿FACE大会で藤田ミノル&美ら海セイバー組の持つ御万人王座「双琉王」に挑戦し、勝利。パートナーはKzy。

## 得意技
ビエンジャベ
左腕を足にかけ、そのあとに相手の右腕を自分の左手で抱え込む。そのあと首と肩をロックして絞り上げる。現在のフィニッシュ技。
パシオン
走り込んで来た相手に仕掛けるカウンターのサムソンクラッチ。普段使うフィニッシュ技の一つ。技の名前はスペイン語で「情熱」と言う意味。
フエゴ
前屈みの相手にビエンジャベのように固めてから逆打ちに近い形で叩きつけフォールを奪う技。フィニッシュ技の一つ。技の名前はスペイン語で「炎」と言う意味。
ロタシオン
走り込んでのカナディアン・デストロイヤー
最近は大一番でのみ使用。
ベルフォラール
カサドーラで飛びついてキドクラッチのように丸め込む技。
ピエルネス
変形のアンクルロック
イエロ
向かい合った相手の右上腕部を左脇に抱え込み。更に相手の左前腕部を右手で掴む。そのあと相手の左肘のあたりを左手の手のひらで押さえつけつつ相手の左腕を捻り絞り上げるジャベ。
光の輪
青き光
K-ness.に継承された技。
コブラツイスト
フライングヘッドバット
コンプリートショット
ミサイルセントーン

## タイトル歴
DRAGON GATE
- オープン・ザ・ブレイブゲート王座
- オープン・ザ・トライアングルゲート王座
- クリンぱっ！賞バドロイヤル優勝（2021年）

琉球ドラゴンプロレスリング
- 御万人王座「双琉王」（第4代、パートナーは、Kzy）